# Channel Service Unit — Data Service Unit
Pour les articles homonymes, voir CSU et DSU.
Le CSU/DSU (contraction de Channel Service Unit et Data Service Unit en anglais) est un périphérique d'interface utilisant une combinaison du DSU (unité de service des données) et du CSU (unité de service du réseau) pour relier un réseau local (LAN) à un réseau étendu (WAN) pour que le signal numérique point à point  des trames (T1 et T3) puisse être compris par le LAN et vice versa (bande passante bidirectionnelle).
Opérant sur la couche physique (couche 1) du modèle OSI, il est entre l'ordinateur et la ligne téléphonique, entre le routeur et le répéteur.
Le CSU s'assure de l'intégrité des données via le contrôle d'erreur et, aide au diagnostic et à l'isolation de problèmes relatifs à la boucle. Le CSU a été originellement créé par AT&T, s'appuyant sur un standard de communication EIA/CCITT. Le DSU s'occupe de la régénération du signal et fournit une interface entre l'ordinateur et le CSU. Chacun peut être intégré séparément dans un routeur.